# جیویا سانیتیکا
جیویا سانیتیکا (به ایتالیایی: Gioia Sannitica) یک کومونه در ایتالیا است که در استان کسرتا واقع شده‌است.

## خصوصیات
جیویا سانیتیکا ۵۴٫۰ کیلومترمربع مساحت و ۳٬۶۳۶ نفر جمعیت دارد و ۲۷۵ متر بالاتر از سطح دریا واقع شده‌است.

## خواهرخوانده
شهر دروتا خواهرخواندهٔ جیویا سانیتیکا هست.